# Elizabeth S. Anderson
Elizabeth Secor Anderson, född 5 december 1959, är en amerikansk filosof. Hon är professor i filosofi vid University of Michigan.
Anderson avlade doktorsexamen vid Harvard University 1987. Andersons forskningsområden utgörs av bland annat socialfilosofi, politisk filosofi, etik och feministisk filosofi. År 2008 invaldes hon i American Academy of Arts and Sciences och 2021 i American Philosophical Society.